# Ring'wani
Ring'wani è una circoscrizione rurale (rural ward) della Tanzania situata nel distretto di Serengeti, regione del Mara. Conta una popolazione di 19 356 abitanti (censimento 2012).